# Sinocythere dongtaiensis
Sinocythere dongtaiensis is een mosselkreeftjessoort uit de familie van de Hemicytheridae. De wetenschappelijke naam van de soort is voor het eerst geldig gepubliceerd in 1982 door Chen.